# Friedrich Calebow
Friedrich Carl Calebow (geboren 18. Januar 1875 in Stettin, Provinz Pommern; gestorben 1922) war ein deutscher Schriftsteller, Verlagsbuchhändler, Redakteur und nationalliberaler Politiker.

## Leben und Wirken
Er war der Sohn des promovierten Stettiner Gymnasialoberlehrers Erich Calebow und dessen Ehefrau Catharina Susanne geborene Hartmann. Nach Absolvierung der Schule und einem Volontariat in einer Buchhandlung in Cannstatt lebte er lange Jahre in Partenkirchen in Oberbayern als freischaffender Schriftsteller. 1899 zog er nach Düsseldorf, wo er 1900 als Redakteur der Bürgerzeitung arbeitete, bis er 1901 in Dresden einen eigenen Verlag für Fachzeitschriften gründete. Dieser geriet schon bald in Konkurs, so dass Calebow nun festangestellter Redakteur des Vaterlands, des offiziellen Organs des Konservativen Landesvereins im Königreich Sachsen, wurde. Als solcher nahm er die Gelegenheit wahr, sowohl durch Artikel als auch durch Vorträge für die Konservative Partei wirksam zu werden. Sehr behilflich war ihm dabei sein rhetorisches Talent.
Er zog mit seiner Ehefrau Else Clara Mathilde geb. Schmidt nach Tolkewitz. Hier wurde ihr gemeinsamer Sohn Friedrich Wolfgang Calebow geboren, der im Mai 1906 im Alter von sechs Monaten starb.
1911 kehrte er Dresden den Rücken und wurde Chefredakteur des Westfälischen Tagblatts in Hagen/Westfalen.

## Schriften (Auswahl)
- Der Freund des Renegaten. 3. Aufl., Eckstein, Berlin-Zehlendorf 1913.
- Mensch und Maschine. In: Das Werk. Monatsblätter der Montangruppe der Siemens - Rheinelbe - Schuckert - Union, 4. Jg. (1924) H. 4, S. 192–197.
- Ein Dogma. Fünfaktiges Trauerspiel . Mit einem Vorwort von Felix Dahn.
- Friedrich II. Trauerspiel.
- Prinz Athamas. Trauerspiel.
- Napoleon, Epos.
- Religion und Menschheit. Philosophische Studie.
- Marie, Novelle.